# Weiße Meerzwiebel
Die Weiße Meerzwiebel (Drimia maritima, veraltet auch Scilla maritima und Urginea maritima), auch kurz Meerzwiebel (von mittelhochdeutsch merzwibolle) genannt, ist eine Pflanzenart aus der Gattung Drimia innerhalb der Familie der Spargelgewächse (Asparagaceae). Sie ist, wie auch das Artepitheton aussagt, im Mittelmeerraum heimisch.

## Beschreibung und Ökologie

### Vegetative Merkmale
Die Weiße Meerzwiebel ist eine ausdauernde krautige Pflanze und erreicht Wuchshöhen nichtblühend von etwa 50 Zentimetern, einschließlich des Blütenstandes bis zu 150 Zentimetern. Ihre nur grundständigen Laubblätter sind breit-lanzettlich, bis zu 50 Zentimeter lang, überdauern das Winterhalbjahr und welken im Frühsommer, d. h. die Pflanze „zieht ein“. Sie übersteht die sommerliche Trockenzeit als Geophyt im Ruhezustand mit Hilfe einer auffallend mächtigen Zwiebel, die Anlass zur Namensgebung der ganzen Pflanze war. Die Zwiebel kann mehr als 15 Zentimeter im Durchmesser erreichen, wird bis zu 3 Kilogramm schwer und ragt oft aus dem Boden heraus. Je nach Rasse kann sie von weißer oder roter Farbe sein.

### Generative Merkmale
Im Herbst (August bis Oktober), bevor die Blätter austreiben, erscheint der reichblütige, traubige Blütenstand mit bis zu 40 Zentimeter Länge.
Die zwittrige Blüte ist radiärsymmetrisch und dreizählig. Die sechs Blütenhüllblätter sind bis 8 Millimeter lang, weißlich, mit purpurfarbenem oder grünem Mittelnerv.

## Vorkommen und Systematik
Die Erstveröffentlichung der mediterranen Meerzwiebel erfolgte unter dem Namen (Basionym) Scilla maritima durch Carl von Linné. Die Neukombination zu Drimia maritima (L.) Stearn wurde 1978 durch William Thomas Stearn in Ann. Mus. Goulandris, 4, S 204 veröffentlicht. Weitere Synonyme für Drimia maritima (L.) Stearn sind Charybdis maritima (L.) Speta, Urginea maritima (L.) Baker, Urginea scilla Steinh.
Die Weiße Meerzwiebel gehört zu einer Artengruppe (Drimia maritima agg.), die untereinander morphologisch schwierig und eher karyologisch zu unterscheiden sind. Diese Artengruppe besiedelt den ganzen Mittelmeerraum.
Die Weiße Meerzwiebel im engeren Sinn (Drimia maritima) kommt nur in Marokko, Portugal, Spanien (auch auf den Kanaren), Frankreich und Italien vor. Sie gedeiht meist in Küstennähe, auf Weiden und Garigues, wächst auch auf Sandböden und Felsfluren. Vom Weidevieh wird sie gemieden. In den USA, in Indien und Pakistan wurden Kulturen angelegt.

## Bilder

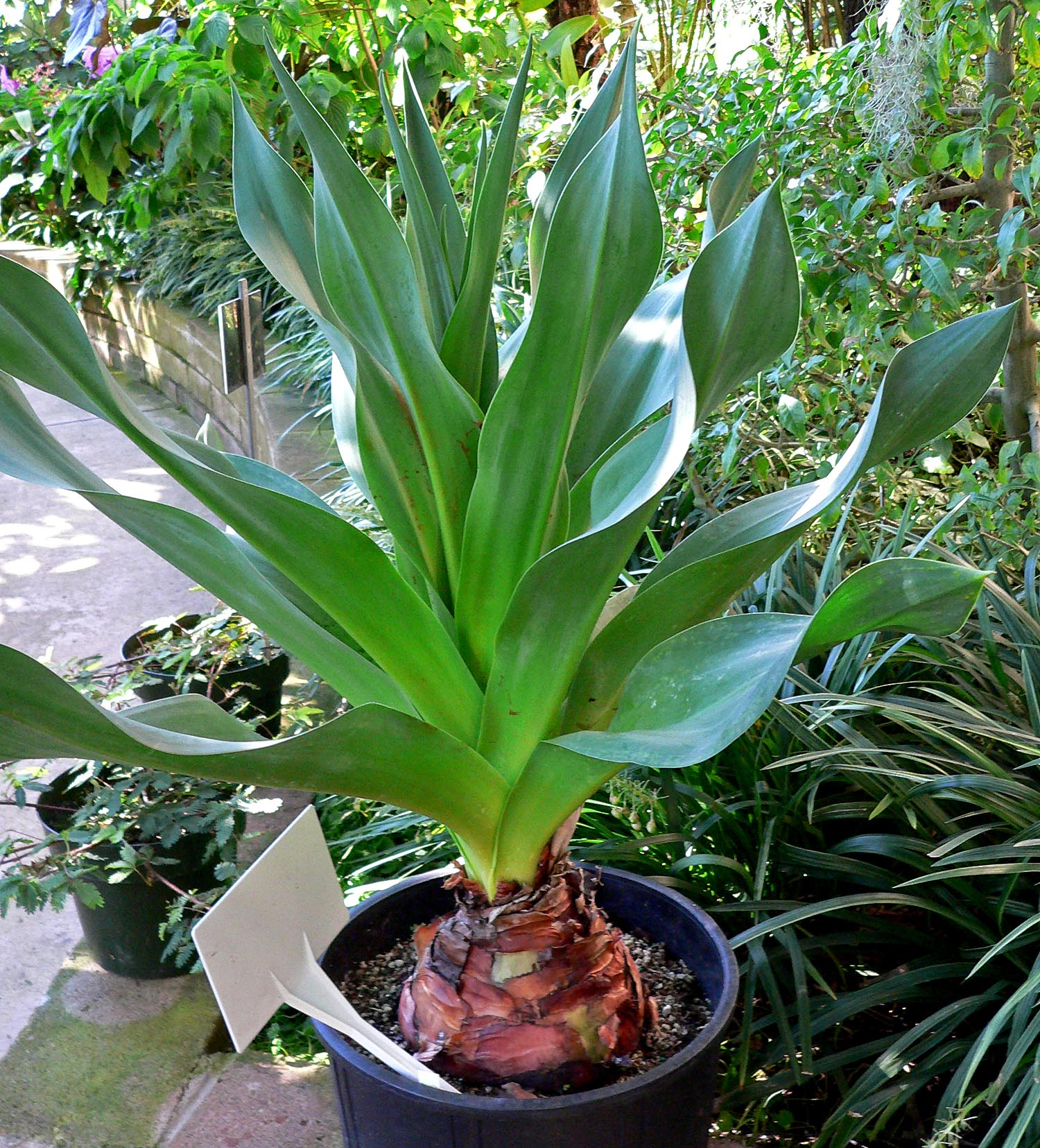
Habitus und Laubblätter
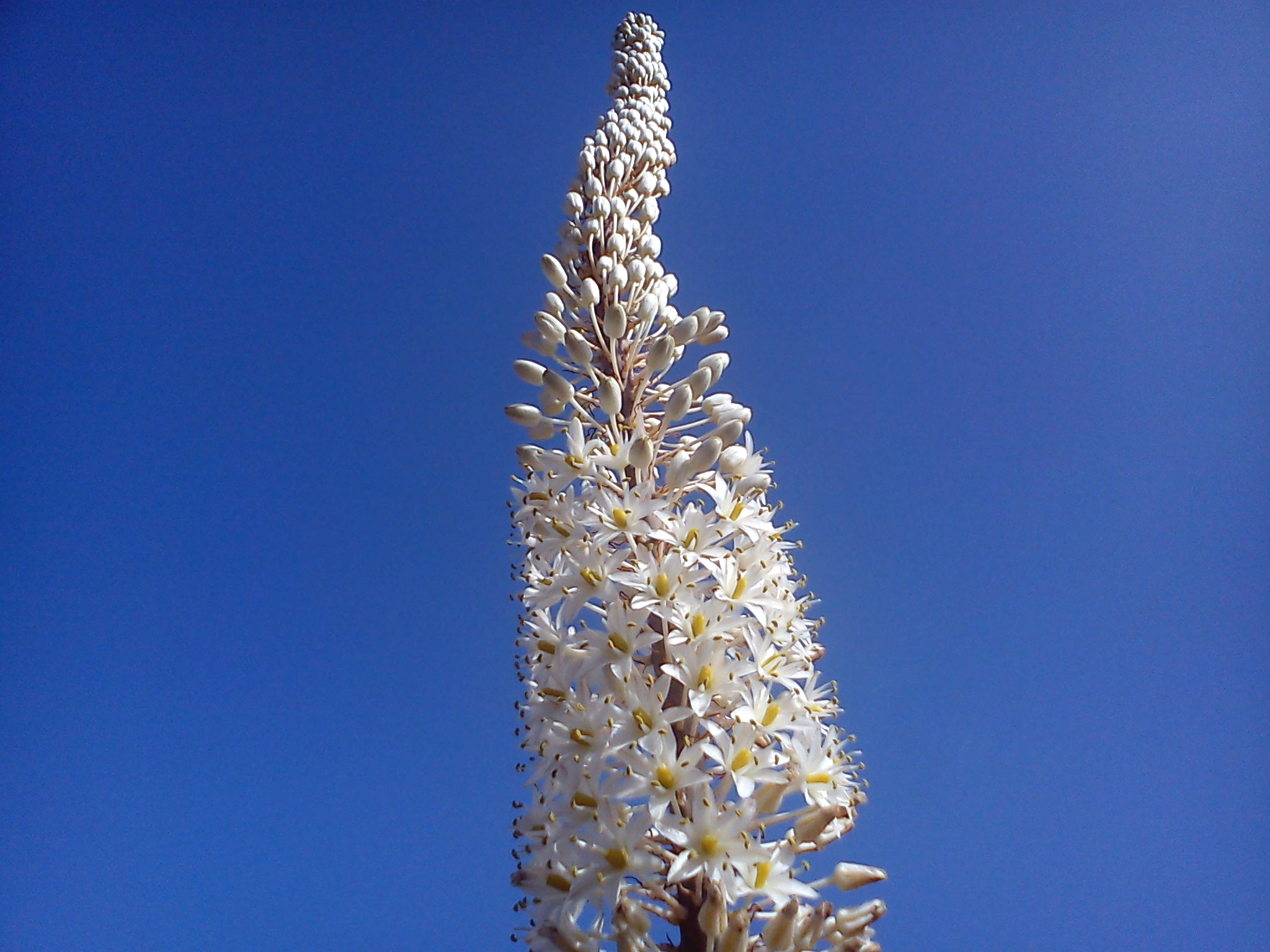
Blütenstand
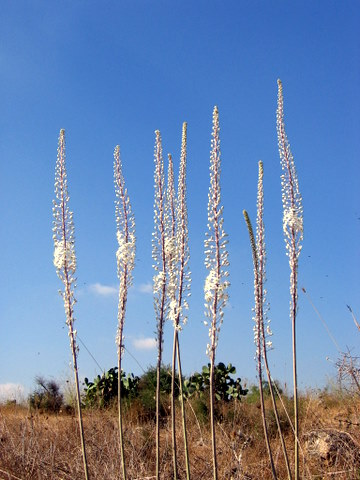
Blütenstände
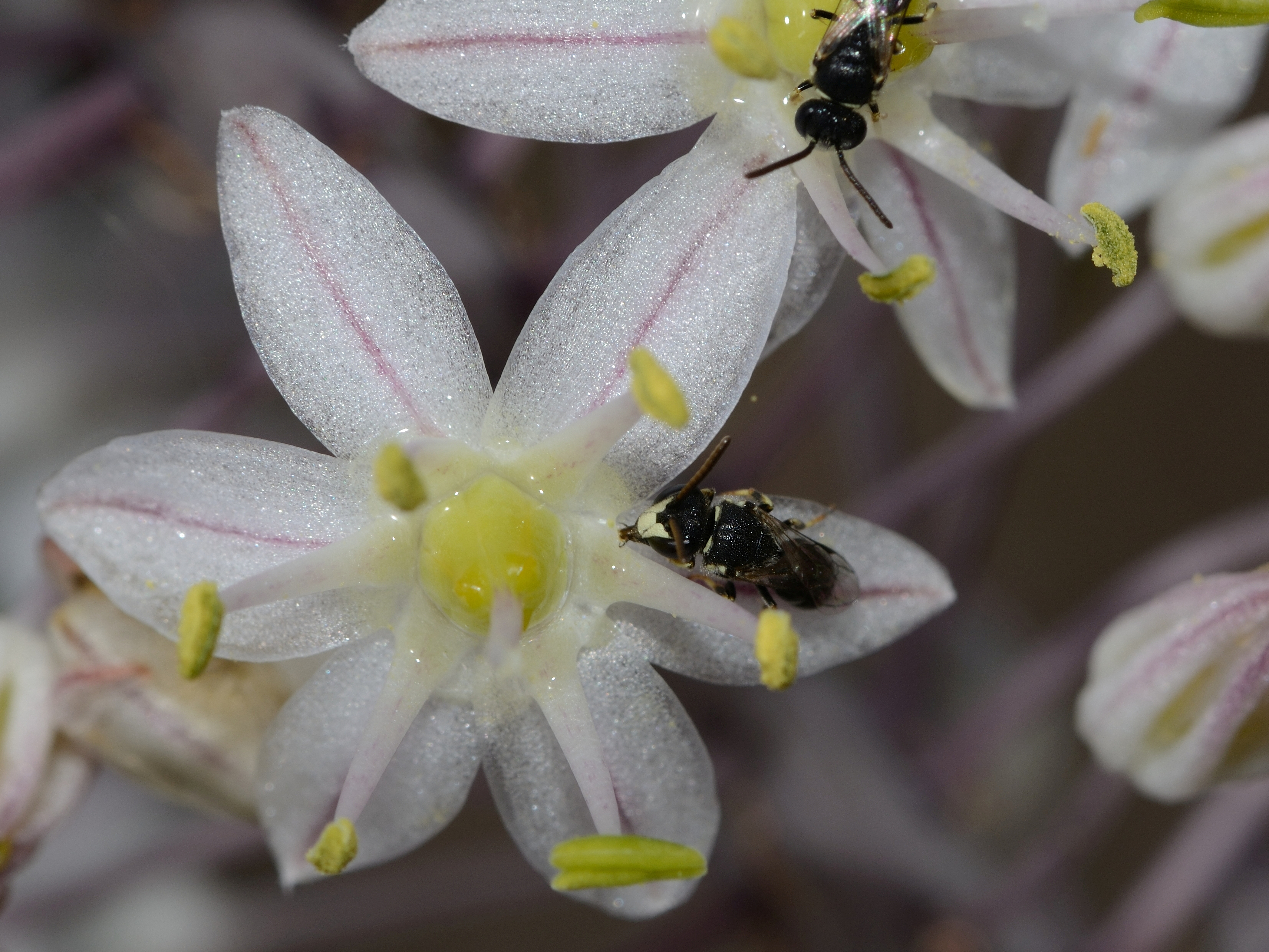
Radiärsymmetrische Blüte

## Inhaltsstoffe
Die wichtigsten pharmakologisch wirksamen Substanzen sind circa 12 verschiedene Herzglykoside aus der Gruppe der Bufadienolide mit einem Gehalt von insgesamt 0,2 bis 0,4 %, besonders Scillaren A (0,06 %), Proscillaridin A (0,05 %) und Glucoscillaren A (0,05 %); der Gehalt variiert je nach Herkunft. Die rote Zwiebel enthält vor allem Scillirosid, während die weiße Zwiebel hauptsächlich Scillaren A enthält. Weiterhin sei auf den Gehalt von Flavonoiden und Anthocyanen hingewiesen.

## Medizinische Bedeutung
Das Deutsche Arzneibuch (DAB) führt die Meerzwiebel (Scillae bulbus) als Arzneidroge. Bei der Droge handelt es sich um quer und längs geschnittene, mittlere, fleischige Zwiebelschuppen, welche von nach der Blütezeit gesammelten Pflanzen stammen. Man bedient sich der weißzwiebeligen Rasse. Das DAB fordert einen Gehalt von 0,15 bis 4,0 % an Bufadienoliden; medizinisch wichtige Vertreter sind dabei Scillaren A und Proscillaridin A. Die Droge selbst ist heutzutage kaum mehr im Einsatz; stattdessen wird reines Proscillaridin angewendet. Das Indikationsgebiet sind leichte Formen der Herzinsuffizienz (herzkraftsteigernde Wirkung).

### Pharmakologie

#### Pharmakokinetik
Die Weiße Meerzwiebel, kurz meist Meerzwiebel (lateinisch Scilla, auch Scylla), wirkt zwar ähnlich wie Glykoside aus Fingerhut (Digitalis), ist jedoch schneller und weniger lang wirksam als diese. Zudem tritt der Effekt der Kumulation (Anreicherung bei mehrmaliger Anwendung) in geringerem Umfang auf als bei Digitalis. Die perorale Bioverfügbarkeit liegt bei 25 %.

#### Toxikologie
Die Meerzwiebel ist stark giftig, daher sind die Wirkstoffe genau zu dosieren. Giftig ist die gesamte Pflanze, besonders jedoch die Zwiebel. Peroral (durch den Mund) zugeführte Mengen zwischen 0,1 und 1,5 g der Meerzwiebel haben bei Kindern zu Todesfällen geführt. Mögliche Symptome einer Intoxikation (Vergiftung) sind unter anderem Kardialgie (Herzschmerzen), Dysurie, Hämaturie und Störungen im Verdauungstrakt. Der Tod kann durch eine Herzlähmung und damit einhergehenden Kreislaufstillstand eintreten. Inhalierte Partikel bewirken einen Niesreiz. Äußerlich können kleingeschnittene Pflanzenteile zu Blasenbildung und Dermatitis führen. Die Therapie erfolgt symptomatisch.

### Geschichte
Rumor argumentiert, dass es sich bei dem akkadischen sikillu/šigillu/ešigillu, abgeleitet von sumerisch Ú.SIKIL (reine Pflanze), um Meerzwiebel handeln könnte. Eine Beschreibung findet sich im šammu šikinšu Sikillum wurde gegen Husten und Leibschmerzen eingesetzt. Nach einem babylonischen Rezept (BAM 515 ii 49) konnte die Pflanze auch bestimmte Augenkrankheiten heilen. In der Antike wurde die Meerzwiebel als Arzneipflanze genutzt. Theophrast und Plinius empfahlen sie wegen ihrer harntreibenden Wirkung, Dioskurides verwendete sie bei Wassersucht und Asthma.
Albertus Magnus nahm eine regelfördernde Wirksamkeit an. Im Lorscher Arzneibuch des 8. Jahrhunderts findet sich (auf Blatt 31v) eine kreislaufstärkende Behandlung mit der (scillarenhaltigen) Meerzwiebel. Im Mittelalter wurde die Weiße Meerzwiebel unter anderem auch Squilla und Cepa marina genannt. Im 18. Jahrhundert wurde die direkte Wirkung auf das Herz entdeckt. Weiterhin war die Anwendung als Rattengift (Rodentizid) gebräuchlich. Verwendet wurde die Meerzwiebel in frischem oder getrocknetem Zustand sowie als Extrakt, Tinktur und Acetum, wobei ihre diuretische Wirkung bis ins 20. Jahrhundert im Vordergrund stand.